# Cichladusa arquata
Cichladusa arquata е вид птица от семейство Muscicapidae.

## Разпространение
Видът е разпространен в Бурунди, Демократична република Конго, Кения, Малави, Мозамбик, Намибия, Южна Африка, Танзания, Уганда, Замбия и Зимбабве.